# ミタパンブー
『ミタパンブー』は、「2011年度フジテレビ新人アナウンサー」三田友梨佳並びにお笑いコンビ・パンクブーブー司会によるフジテレビの深夜のトークバラエティ番組。
かつて放送されていた千野志麻司会による『チノパン』、高島彩司会による『アヤパン』等といった、「フジテレビ「パン」シリーズ」第7代でもある。
今回は、史上初「○○パン」の後ろに言葉が付くことになった。

## 概要
当番組は2012年1月10日にスタート。放送枠は過去のシリーズ同様に火曜 - 金曜（月曜 - 木曜日深夜）の0:35 - 0:45（以降、時間表記はすべてJST）である。
司会には2011年度の新人女性アナウンサー・三田友梨佳が起用された。また、2011年12月に開催された『THE MANZAI 2011』で優勝したお笑いコンビのパンクブーブーが三田とコンビを組む形となる相方に選ばれた。『THE MANZAI 2011』優勝賞品が「フジテレビで放送するレギュラー番組」でもあり、パンクブーブーにとってもデビュー以来初の「冠番組」ともなる。
番組コンセプトは「フジテレビ全面協力・業界観察バラエティー」であり、未だ「テレビに慣れていない」三田とパンクブーブーが、同じくテレビに慣れていない新人ディレクターと共に作り出す「不完全な状態」を敢えて楽しむものとしている。そのため、前シリーズまであった専用セットや明確なコーナー構成が無く、ロケスタイルで社内の様々な部署から放送している。
また、他の人気番組のセットでロケするなど、今までのパンシリーズにない番組形態となっている。
2012年8月8日、三田は「恋のミタパン」で、パンクブーブーは「恋のパンクブーブー」でCDデビューすることが決まった。。
「アヤパン」以降、「ショーパン」「カトパン」「ミオパン」「ヤマサキパン」までは、番組冒頭のタイトルコールの際の決め台詞が『○○パン　レディー・ゴー!』であったが、「ミタパンブー」では『ミタパン　レディー・ブー!』であった。
2012年10月の改編により終了することが発表された。9月20日でレギュラー放送が終了し、10月3日に最終回1時間スペシャルが放送された。歴代の「パン」シリーズで唯一、年を越せずに終了した番組でもある。

## 過去の放送とゲスト
- 2012年
  - 1月10日週 - ゲストなし／会議室からパンクブーブーと三田友梨佳のみで放送。
  - 1月17日週 - 岡村隆史（ナインティナイン）／バラエティ制作センターより放送。
  - 1月24日週 - 矢部浩之（ナインティナイン）／タレントクロークやべっち寿司セットより放送。
  - 1月31日週 - 石原さとみ／フジテレビシアターモールより放送。
  - 2月7日週 - 谷原章介／フジテレビクリエイティブ事業局より放送。
  - 2月14日週 - IMALU／社員食堂ラポルトより放送。
  - 2月21日週 - 乃木坂46／営業局より放送。
  - 2月28日週 - Fairies／地下駐車場より放送。
  - 3月6日週 - 黒沢かずこ（森三中）、椿鬼奴、オアシズ、コン・テユ、イ・テガン／社屋18階より放送。
  - 3月13日週 - 郷ひろみ／22階フォーラム前より放送。
  - 3月20日週 - m-flo、VERBAL／事業局より放送。
  - 4月10日週 - 岡田将生／広報局より放送。
  - 4月17日週 - 生田斗真／湾岸スタジオ社員食堂より放送。
  - 4月24日週 - 平子理沙／18階コリドールより放送。
  - 5月1日週 - 紗栄子／ダイバーシティ東京プラザより放送。
  - 5月8日週 - AAA／ダイバーシティ東京プラザラウンドワンより放送。初外ロケ。
  - 5月15日週 - T-ARA／10階クリエイティブ事業部より放送。
  - 5月22日週 - 香里奈／バラエティ会議室より放送。
  - 5月29日週 - アンガールズ、松井絵里奈／18階コリドールより放送。
  - 6月5日週 - シャーリーズ・セロン／社屋1階シアターモール内マルチシアターより放送。
  - 6月12日週 - 渡り廊下走り隊7（6月13日放送分のみ、浦野一美単独出演）／フジテレビV3スタジオより放送。
  - 6月19日週 - 宮川大輔、ほっしゃん。／フジテレビV3スタジオ「人志松本のすべらない話」セットより放送。
  - 6月26日週 - 本田翼／リハーサル室より放送。
  - 7月3日週 - アイドリング!!!／バラエティ製作センターより放送。
  - 7月10日週 - （月）ピース　（火）平成ノブシコブシ　（水）ハライチ、モンスターエンジン　（木）渡辺直美、加賀美セイラ、西内まりやの「ピカルの定理」メンバーが日替わり出演／湾岸スタジオサブコントロールルームより放送。
  - 7月17日週 - 森田一義アワー 笑っていいとも!レギュラー[5]/当日生放送終了後アルタで収録。
  - 7月24日週 - 小島よしお、スギちゃん／お台場合衆国1階ステージより放送。
  - 7月31日週 - 西川貴教／お台場合衆国NEXTステージより放送。
  - 8月7日週 - AKIRA（EXILE）／お台場合衆国NEXTステージより放送。
  - 8月14日週 - 小堺一機／お台場合衆国NEXTステージより放送。
  - 8月21日週 - 貫地谷しほり／オールスターズ☆カフェより放送。
  - 8月28日週 - 藤あや子／社屋大階段より放送。
  - 9月4日週 - 博多華丸・大吉／社屋18階渡り廊下より放送。
  - 9月11日週 - 滝沢秀明／広報局より放送。
  - 9月18日週 - メロディー洋子、西田有沙、ダレノガレ明美／不明

## スタッフ
- 構成：山内正之、梶谷直人
- 美術P：古江学
- 美術進行：内山高太郎
- メイク：山田かつら
- TP：勝村信之
- TD：高瀬義美
- カメラ：遠藤俊洋
- VE：渡邉健太郎
- 音声：奈良岡純一
- 照明：杉本雄亮
- 手書きタイトル：湯浅信人
- 装飾タイトル：竹内理恵
- CGディレクター：鈴木鉄平
- CGデザイン：久保田幸
- TK：海老澤廉子
- 音響効果：石崎野乃（J-works）
- 編成：松本祐紀
- 広報：手塚朝美
- 番組デスク：古賀美由紀
- 技術協力：imagica
- 監修：藪木健太郎
- ディレクター：山田賢太郎、小林正彦、太田秀司、堀川香奈
- プロデューサー：江本薫
- 制作著作：フジテレビ

### 過去のスタッフ
- 企画統括：片岡飛鳥
- 編成：情野誠人
- 広報：島谷真理
- プロデューサー：濱野貴敏

## 同時ネット放送局
- フジテレビ
- 仙台放送
- テレビ長崎
- 岡山放送 - 『ヤマサキパン』時代は木・金曜日のみネットとしていたが、今回は全てネットする。
- 鹿児島テレビ - 「パン」シリーズでは初ネット。2012年3月で打ち切りとなった模様。

※パンクブーブー佐藤の出身地である大分県（テレビ大分）と、黒瀬の出身地である福岡県（テレビ西日本）ではネットされなかった。